# Équipe des Îles Mariannes du Nord féminine de football
Cet article traite de l'équipe féminine. Pour l'équipe masculine, voir Équipe des îles Mariannes du Nord de football.
Maillots
L'équipe des Îles Mariannes du Nord de football féminine est une sélection des meilleures joueuses des Îles Mariannes du Nord sous l'égide de la Fédération des Îles Mariannes du Nord de football.
La fédération est membre de la Fédération de football d'Asie de l'Est (EAFF) depuis 2008. 
La première apparition de l'équipe sur la scène internationale a lieu à Taïwan face à l'équipe de Guam féminine de football lors du tour préliminaire du Championnat d'Asie de l'Est féminin de football.
En juillet 2009, l'AFC permet à la Fédération de football des Îles Mariannes du Nord (NMIFA) de devenir un membre associé de la confédération asiatique, car la NMIFA s'est détachée de l'OFC (Confédération océanienne de football) en juin 2009, autorisant son rattachement à l'AFC. La NMIFA reste un membre provisoire de l'AFC jusqu'au prochain congrès de la confédération, qui devrait ratifier l'entrée de la fédération comme membre permanent. Le 9 décembre 2020, la NMIFA devient un membre permanent de l'AFC.
En 2015 l'équipe féminine participe à un tournoi à Hong Kong la Coupe Luen Thai, elle y rencontre une université chinoise, l'équipe nationale de Singapour et un club de Hong-Kong.

## Palmarès

### Parcours enCoupe d'Asie
- 1975 à 2006 : Équipe inexistante
- 2008 : Non membre de l'AFC
- 2010 : Inéligible
- 2014 : Inéligible
- 2018 : Inéligible
- 2022 : Non inscrit
- 2026 : Non inscrit
- 2029 : À venir

### Parcours enCoupe d'Asie de l'Est
- 2005 : Équipe inexistante
- 2008 : Non membre de l'EAFF
- 2010 : Tour préliminaire
- 2013 : Tour préliminaire
- 2015 : Tour préliminaire
- 2017 : Tour préliminaire
- 2019 : Tour préliminaire
- 2022 : Ne participe pas
- 2025 : Tour préliminaire

### Parcours enCoupe des Îles Mariannes
- 2007 : une défaite
- 2008 : un nul
- 2009 : une défaite
- 2010 : une défaite

### Parcours enCoupe Luen Thai
- 2015 : 4e

## Rencontres

### Match par adversaire
| Date             | Lieu                          | Équipe                 | Résultat | Adversaire                               |
| ---------------- | ----------------------------- | ---------------------- | -------- | ---------------------------------------- |
| 1er avril 2007   | Dededo Guam                   | Îles Mariannes du Nord | 0 - 7    | Guam                                     |
| 26 avril 2008    | Saipan Îles Mariannes du Nord | Îles Mariannes du Nord | 0 - 0    | Guam                                     |
| 14 mars 2009     | Yona Guam                     | Îles Mariannes du Nord | 0 - 8    | Guam                                     |
| 22 août 2009     | Tainan Taïwan                 | Îles Mariannes du Nord | 1 - 5    | Guam                                     |
| 24 août 2009     | Tainan Taïwan                 | Îles Mariannes du Nord | 0 - 10   | Hong Kong                                |
| 26 août 2009     | Tainan Taïwan                 | Îles Mariannes du Nord | 0 - 19   | Corée du Sud                             |
| 28 août 2009     | Tainan Taïwan                 | Îles Mariannes du Nord | 0 - 17   | Taipei chinois                           |
| 19 juin 2010     | Saipan Îles Mariannes du Nord | Îles Mariannes du Nord | 0 - 1    | Guam                                     |
| 27 avril 2012    | Yona Guam                     | Îles Mariannes du Nord | 0 - 6    | Guam                                     |
| 11 mars 2012     | Yona Guam                     | Îles Mariannes du Nord | 0 - 11   | Hong Kong                                |
| 20 juillet 2014  | Dededo Guam                   | Îles Mariannes du Nord | 0 - 7    | Guam                                     |
| 24 juillet 2014  | Dededo Guam                   | Îles Mariannes du Nord | 7 - 0    | Macao                                    |
| 7 juillet 2015   | Hong Kong                     | Îles Mariannes du Nord | 2 - 1    | Chelsea FC Soccer School                 |
| 8 juillet 2015   | Hong Kong                     | Îles Mariannes du Nord | 2 - 3    | Université d'Agriculture de Chine du sud |
| 9 juillet 2015   | Hong Kong                     | Îles Mariannes du Nord | 0 - 2    | Singapour                                |
| 29 juin 2016     | Dededo Guam                   | Îles Mariannes du Nord | 0 - 5    | Guam                                     |
| 1er juillet 2016 | Dededo Guam                   | Îles Mariannes du Nord | 0 - 0    | Macao                                    |
| 3 septembre 2018 | Oulan-Bator Mongolie          | Îles Mariannes du Nord | 2 - 3    | Mongolie                                 |
| 5 septembre 2018 | Oulan-Bator Mongolie          | Îles Mariannes du Nord | 0 - 0    | Macao                                    |
| 7 septembre 2018 | Oulan-Bator Mongolie          | Îles Mariannes du Nord | 0 - 0    | Guam                                     |
| 30 novembre 2023 | Zhuhai Chine                  | Îles Mariannes du Nord | 4 - 3    | Mongolie                                 |
| 2 décembre 2023  | Zhuhai Chine                  | Îles Mariannes du Nord | 1 - 6    | Hong Kong                                |
| 4 décembre 2023  | Zhuhai Chine                  | Îles Mariannes du Nord | 0 - 17   | Corée du Nord                            |
| 6 décembre 2023  | Zhuhai Chine                  | Îles Mariannes du Nord | 4 - 0    | Macao                                    |
| 6 avril 2024     | Saipan Îles Mariannes du Nord | Îles Mariannes du Nord | 0 - 3    | Guam                                     |
| 7 avril 2024     | Saipan Îles Mariannes du Nord | Îles Mariannes du Nord | 2 - 2    | Guam                                     |

### Bilan
| Rang | Équipe                 | Pts | J  | G | N | P  | Bp | Bc  | Diff |
| ---- | ---------------------- | --- | -- | - | - | -- | -- | --- | ---- |
| #    | Îles Mariannes du Nord | 17  | 26 | 4 | 5 | 17 | 25 | 136 | -111 |

### Nations rencontrées
| Adversaire                               | Joués | Victoires | Matchs nuls | Défaites | Buts pour | Buts contre |
| ---------------------------------------- | ----- | --------- | ----------- | -------- | --------- | ----------- |
| Chelsea FC Soccer School                 | 1     | 1         | 0           | 0        | 2         | 1           |
| Corée du Nord                            | 1     | 0         | 0           | 1        | 0         | 17          |
| Corée du Sud                             | 1     | 0         | 0           | 1        | 0         | 19          |
| Guam                                     | 11    | 0         | 3           | 8        | 3         | 44          |
| Hong Kong                                | 3     | 0         | 0           | 3        | 1         | 27          |
| Macao                                    | 4     | 2         | 2           | 0        | 11        | 0           |
| Mongolie                                 | 2     | 1         | 0           | 1        | 6         | 6           |
| Singapour                                | 1     | 0         | 0           | 1        | 0         | 2           |
| Taipei chinois                           | 1     | 0         | 0           | 1        | 0         | 17          |
| Université d'Agriculture de Chine du sud | 1     | 0         | 0           | 1        | 2         | 3           |

## Effectif

### Équipe des Îles Mariannes du Nord féminine de football de 2014
- Titulaires :
  - Gabrielle Race
  - Megan Silberburger
  - Jeraldine Castillo
  - Jeralyn Castillo
  - Emily Maxberry
  - Dianne Pablo
  - Alexandria Vergara
  - Marielle Gariguez
  - Mikky Vargas
  - Carrie Schuler
  - Jhaneeka Atalig

### Équipe des Îles Mariannes du Nord féminine de football de 2015
- Titulaires :
  - Carla Mae Tarroza Ballesteros
  - Chevy Kate Quiambao Alipio
  - Dianne Marie Jaylo Pablo
  - Guinevere Rina Coleman Borja
  - Jeraldine Santiago Castillo
  - Jeralyn Santiago Castillo
  - Lyka Nicole Cayetano Sally
  - Renita Shanel De Leon Fleming
  - Mae Angelie Ito
  - Alexandria Lomerio Vergara
  - Angelica Mia Posada Carreon
  - Chloe Hazel Anne Parrone Salvosa
  - De'Jana Lennise Sabino Muna
  - Diana Pacanan Maniacop
  - Elaine Manacop Enriquez
  - Jennifer Kate Perena
  - Krizel Mae Antonio Tuazon
  - Lalaine Valles Pagarao
  - Sarah West Allen

### Équipe des Îles Mariannes du Nord féminine de football de 2016
- Titulaires :
  - Chevy Kate Alipio (GK)
  - Carla Mae Ballesteros (GK)
  - Elaine Enriquez
  - Sarah Allen
  - Bernadette Horey
  - Jeralyn Castillo
  - Lyka Sally
  - Jeraldine Castillo
  - Mikky Vargas
  - Guinevere Borja
  - Alexa Vergara
  - Chloe Salvosa
  - Dianne Pablo
  - Gillian Villagomez
  - De'Jana Muna
  - Gabrielle Race [capitaine]
  - Krizel Mae Tuazon
  - Taylor Knecht

## Les meilleures buteuses
| Rang | Joueur                | Buts | Sél. | Première sélection | Dernière sélection |
| ---- | --------------------- | ---- | ---- | ------------------ | ------------------ |
| 1    | Emily Maxberry        | 2    | 8    | 2007               | 2014               |
| 1    | Carrie Knight-Schuler | 2    | 10   | 2009               | 2014               |
| 3    | Gabrielle Race        | 1    | 3    | 2012               | 2014               |
| 3    | Alexandria Vergara    | 1    | 4    | 2012               | 2014               |
| 3    | Jeraldine Castillo    | 1    | 4    | 2012               | 2014               |
| 3    | Megan Silberburger    | 1    | 4    | 2012               | 2014               |
| 3    | Lalaine Pagarao       | 1    | 5    | 2015               | 2016               |
| 3    | Dianne Pablo          | 1    | 5    | 2015               | 2016               |

## Sélectionneurs de l'équipe des Îles Mariannes du Nord féminine
Mis à jour le 11 janvier 2016.
| Sélectionneur          | Période   | Matchs | Gagnés | Nuls | Perdus | Gagnés % |
| ---------------------- | --------- | ------ | ------ | ---- | ------ | -------- |
| Jeff 'Ziggy' Korytoski | 2007      | 1      | 0      | 0    | 1      | 0        |
| Nick Swaim             | 2008      | 1      | 0      | 1    | 0      | 0        |
| Sugao Kambe            | 2009      | 5      | 0      | 0    | 5      | 0        |
| Masatoshi Otsuka       | 2010      | 1      | 0      | 0    | 1      | 0        |
| Khoo Luan Khen         | 2012-2016 | 9      | 2      | 1    | 6      | 22,22    |